# Lacul ciudățeniilor (film)
Lacul ciudățeniilor (în poloneză Jezioro osobliwości) este un film dramatic polonez din 1973, regizat de Jan Batory după un scenariu inspirat din romanul cu același titlu⁠(d) (1966) al Krystynei Siesicka⁠(d), care prezintă drama unei fete de 16 ani, Marta, creată de căsătoria planificată a mamei sale cu tatăl iubitului ei.

## Rezumat
Marta, o elevă de liceu de 16 ani, locuiește la Varșovia împreună cu mama ei, ziarista Anna, care rămăsese văduvă în urmă cu doi ani. Cele două au o relație de prietenie și înțelegere. Fata se confruntă cu problemele tipice adolescenților și se îndrăgostește de chipeșul Michał, deși prietenul acestuia, Patryk, un băiat dintr-o familie înstărită, încearcă și el să o seducă. Într-o zi, mama Martei o anunță pe neașteptate că a început în secret o relație cu un nou partener, cu care plănuiește să se căsătorească în curând. Viitorul ei soț este chiar tatăl divorțat al lui Michał. Fata este șocată să afle această veste și încearcă pentru un timp să facă față schimbărilor survenite în viața ei.
După nunta mamei, Marta este nevoită să se mute în apartamentul tatălui ei vitreg, unde ocupă fosta cameră a lui Michał, care a preferat să locuiască cu mătușa lui. Relațiile Martei cu mama și cu tatăl ei vitreg se deteriorează tot mai mult, iar fata se răzvrătește și în cele din urmă fuge de acasă. Neavând unde să meargă, îl convinge pe Patryk să doarmă în acea noapte la el, dar, prudentă, închide ușa camerei. Cu toate acestea, Patryk se laudă a doua zi cu noua lui „cucerire” și, drept urmare, Michał se desparte de Marta. Fata înghite din disperare o cantitate mare de somnifere și este dusă de urgență la spital, unde medicii reușesc să-i salveze viața. Când se trezește, îi vede lângă patul ei pe mama ei, tatăl ei vitreg și Michał.

## Distribuție
- Barbara Horawianka⁠(d) — Anna, mama Martei
- Stanisław Zaczyk — Wiktor Soroka, tatăl lui Michał
- Maria Kowalik⁠(d) — Marta
- Mirosław Konarowski⁠(d) — Michał Soroka
- Romuald Drzazga — Patryk
- Alicja Pawlicka⁠(d) — preceptoarea Martei
- Anna Wesołowska⁠(d) — domnișoara Rochowiecka, profesoara de istorie
- Urszula Modrzyńska⁠(d) — mama lui Michał
- Antonina Gordon-Górecka⁠(d) — directoarea liceului
- Katarzyna Długosz — Kasia, prietena Martei
- Magdalena Orzelska — Agnieszka, fosta iubită a lui Michał
- Izabela Tarnowska — Iza, o fată la petrecerea lui Patryk
- Leszek Hoszko — Krzysztof, colegul lui Michał, cineast amator
- Paweł Sierpiński — Marek, un tocilar din clasa Martei
- Dorota Bujnowska — Marysia, o fată din clasa Martei
- Wiktor Grotowicz — bărbatul care comentează despre cuplul de tineri (nemenționat)
- Zdzisław Maklakiewicz — huligan de la cabina telefonică (nemenționat)
- Jan Himilsbach⁠(d) — huligan de la cabina telefonică (nemenționat)

## Producție
Lacul ciudățeniilor a fost realizat de compania Zespół Filmowy „Pryzmat”⁠(d). Filmările au avut loc în anul 1972 și s-au desfășurat în mai multe locuri din orașul Varșovia precum: Palatul Ślubów (Pałac Ślubów) din Piața Castelului (Plac Zamkowy), Parcul Łazienki (Park Łazienkowski), Palatul Wilanów (Pałac w Wilanowie), complexul urban Ściana Wschodnia⁠(d), Piața Orașului Vechi⁠(d) (Rynek Starego Miasta) ș.a.

## Premii
Filmul a fost distins cu mai multe premii:
- Premiul publicului în cadrul Lubuskie Lato Filmowe⁠(d) de la Łagów⁠(d) (1973) pentru regizorul Jan Batory;
- Distincție pentru abordarea temei tineretului aflat în proces de maturizare la Festivalul Filmului de Debut „Młodzi i Film”⁠(d) („Tineretul și filmul”) de la Koszalin (1973);
- Premiul pentru cea mai bună actriță la Festivalul Filmului de Debut „Młodzi i Film” („Tineretul și filmul”) de la Koszalin (1973) pentru Maria Kowalik⁠(d);
- Premiul publicului la Festivalul Filmului de Debut „Młodzi i Film” („Tineretul și filmul”) de la Koszalin (1973).[1]